# Guillermo Saccomanno
Guillermo Saccomanno (9 de junio de 1948, Buenos Aires) es un escritor, ensayista y guionista de historietas argentino. Considerado como uno de los artistas e intelectuales más destacados de su país, es también un columnista habitual del diario Página/12.

## Biografía
Nació en la ciudad de Buenos Aires en 1948 en el barrio de Mataderos. Para Saccomanno no existe el destino como determinación, ya que cada cual puede modificarlo según su deseo. Como prueba, apela a textos religiosos y ensayos existencialistas, una bibliografía que abarca desde el Eclesiastés («hay un tiempo para todo: un tiempo de vivir y uno de morir»), San Juan de la Cruz («llegar a la luz desde las sombras más obscuras del mal»), hasta Sartre pasando por Kierkegaard. Según sus palabras, el trabajo del escritor es principalmente escuchar y comprender. 
En 1972 se inició como guionista de historietas, oficio que lo llevaría a colaborar con destacados dibujantes (Alberto, Enrique y Patricia Breccia, Leopoldo Durañona, Arturo del Castillo, Francisco Solano López) en publicaciones argentinas y europeas. Junto al célebre guionista Carlos Trillo compiló la Historia de la Historieta Argentina. Si bien en la actualidad se concentra en la literatura, no ha dejado de escribir guiones, argumentando para Domingo Mandrafina las series El Condenado, una saga protagonizada por un fugitivo de la cárcel de la Isla del Diablo, y Leopoldo, una historia fantástica que transcurre en Buenos Aires. Ambas series se publican en Argentina e Italia. También escribió el guion de 24 horas (Algo está por explotar), película dirigida por Luis Barone.
Después de un primer libro de poemas, Partida de caza, fue cuando se consagró a la narrativa. A partir de Prohibido escupir sangre, su primera novela (1984), desarrolló una vasta obra narrativa que supo conquistar lectores argentinos y europeos. Para Saccomanno la literatura debe provocar el efecto de la poesía que es un efecto de «satori». En este itinerario de escritura sus obras recibieron numerosos galardones: Primer Premio Municipal de Cuento, Premio Konex, Premio Nacional de Novela, Premio Seix Barral de Narrativa Breve, Premio Club de los XIII, Premio Rodolfo Walsh  y dos veces el premio Dashiell Hammett.  
Es colaborador permanente del diario Página 12 y de su suplemento Radar, donde publica comentarios de libros y artículos sobre poesía. En 2018 fue uno de los entrevistados en el filme documental La boya dirigido por Fernando Spiner.

## Obras

### Guiones de cine
- Bajo bandera (1997) dir. Juan José Jusid
- 24 horas (Algo está por explotar) (1997) dir. Luis Barone

### Novelas
- Prohibido escupir sangre (1984)
- Roberto y Eva. Historias de un amor argentino (1989), novela intertextual que relaciona a Roberto Arlt y Eva Perón. Reeditada por Planeta en 2004 con el título: El amor argentino;
- El buen dolor (1999), Premio Nacional de Literatura 2000
- La lengua del malón (2003), novela ambientada en 1954-1955, en el marco de los hechos de violencia sucedidos en los años finales del gobierno peronista;
- 77 (2008), novela; Premio Hammett 2009
- El oficinista (2010), Premio Biblioteca Breve de Novela, Seix Barral 2010
- Cámara Gesell (2012), Premio Hammett 2013
- Terrible accidente del alma, editorial Planeta (2014)
- Amor invertido, en coautoría con Fernanda García Lao, Seix Barral (2015)
- Arderá el viento, Alfaguara (2025)

### Ficción fuera de colección
- Antonio,  Seix Barral (2017)
- Los que vienen de la noche, relatos/visiones. En coautoría con Fernanda García Lao, Seix Barral (2018)

### Cuentos
- Situación de peligro (1986)
- Bajo bandera (1991)
- Animales domésticos (1994)
- La indiferencia del mundo (1997)
- El Pibe (2006)
- Cuando temblamos (2016)

### Guiones
- Moby Dick (1972), historieta con Durañona y Enrique Breccia
- Alias Flic (1974), historieta con Marchionne
- El aire (1976), historieta con Alberto Breccia
- Derek (1979), con Mandrafina
- Avenida Corrientes (1981), con Solano López
- Ángeles caídos (1987), historieta con Durañona

### Poesía
- Partida de caza (1979)

### No ficción
- Historia de la historieta argentina (1980), ensayo en colaboración con Carlos Trillo;
- El viejo Gesell (2008), biografía de Carlos Gesell, fundador de la localidad homónima.
- Un Maestro (2011), No ficción, Una historia de lucha, una lección de vida; Nano Balbo; Premio Rodolfo Walsh 2012
- Escrito en Patagonia (2024), ensayos y crónicas con la Patagonia como eje. Editado por La Flor Azul.

## Premios
- Premio Nacional de Literatura de Argentina
- Premio Municipal de Cuento
- Premio Crisis de Narrativa Latinoamericana
- Premio Club de los XIII
- Premio Biblioteca Breve por El oficinista (2010)[4]
- Premio Hammett (2009) de la Semana Negra de Gijón por 77
- Premio Hammett (2013) de la Semana Negra de Gijón por Cámara Gesell
- Premio Konex de Platino (2014) como el mejor novelista del período 2008-2011.
- Premio Alfaguara de Novela (2025), por Arderá el viento[5]

| Predecesor: Clara Usón | Premio Biblioteca Breve 2010 | Sucesor: Elena Poniatowska |